# Ivan Gantschev
Ivan Gantschev (* 4. Januar 1925 in Weliko Tarnowo, Bulgarien; † 29. Juni 2014 in Frankfurt am Main) war ein bulgarisch-deutscher Künstler und Kinderbuchillustrator.

## Leben
Gantschev wurde 1925 in Bulgarien geboren. Sein Vater war Rechtsanwalt, seine Mutter war Lehrerin. Nach einem Studium an der Kunstakademie in Sofia arbeitete er als freischaffender Künstler und Grafiker. 1967 verließ er Bulgarien und ließ sich in Frankfurt am Main nieder.
1973 erschien sein erstes Bilderbuch „Mäusemax fliegt um die Welt“ bei Gakken Co. in Japan. Im Laufe der Jahre illustrierte er über 70 Bilderbücher, zu den meisten davon hat er auch die Geschichten erfunden.
Gantschevs Bücher sind in mehreren Ländern und Sprachen erschienen und seine Originale wurden im In- und Ausland ausgestellt. Für seine Bilder ist er mit der Goldenen Plakette der Biennale in Bratislava und dem Kinderbuch-Illustrationspreis der Stadt Wien ausgezeichnet worden.

## Auszeichnungen
- 1982      Kinderbuch-Illustrationspreis, Wien[5]
- 1983–84   Ehrenliste Österreichischer Kinder- und Jugendbuchpreis
- 1985      Golden Medal, Biennale Bratislava[6]
- 2008      Guest of Honour at the " Immagini della Fantasia", Sarmede, Italy[7]

## Ausstellungen (Auswahl)
- 1981     Klingspor Museum Offenbach (Einzelausstellung)
- 1983     Children's Bookshop at the Metropolitan Museum New York (Gruppenausstellung)[8]
- 1984     Prado (Gruppenausstellung)[9]
- 1989     Itabashi Museum Japan (Einzelausstellung)
- 1991     Internationale Jugendbuchbibliothek München (Einzelausstellung)
- 1996     Stadtbibliothek Freising  (Einzelausstellung)
- 1997     Jugendbuchmuseum der Stadt Troisdorf (Einzelausstellung)
- 1997     Ehrengast der Kinderbuchmesse Bologna
- 2007     Ehrengast der Jugendbuchmesse in Saarbrücken[10]
- 2008      Ehrengast der Immagini della Fantasia, Palazzo Municipale, Sarmede[11]

## Werke
- Irina Korschunov: Mäusemax fliegt um die Welt, Gakken Co Ltd., 1974
- Saiko Hieda: Der Birnbaum, Gakken Co.Ltd.
- Ivan Gantschev: Der Regen, Gakken Co Ltd., 1974
- Ivan Gantschev: Die Leuchtkäferchen, Gakken Co Ltd., 1975
- Ivan Gantschev: Die Farben, Gakken Co. Ltd., 1975
- Ivan Gantschev: Der Tiger, Gakken co Ltd., 1976
- Ivan Gantschev: Der Stein, Gakken Co. Ltd. 1977
- Ivan Gantschev: Ota der Bär, Bohem Press, 1977
- Silvius: Wo ich geboren bin, Neugebauer Press, 1978
- Ivan Gantschev: Der Hase und der Bär, Gakken Co. Ltd. 1978
- Ivan Gantschev: Taro der Elefant, Gakken Co. Ltd. 1979
- Kurt Baumann: Marko der Zirkusesel, Bohem Press, 1979
- Ivan Gantschev: Wenn ich einmal groß bin, Gakken Co. Ltd.
- Ivan Gantschev: Der Honigbär, Gakken Co. Ltd., 1980
- Ivan Gantschev: Ivan der Vulkan, Neugebauer Press, 1980
- Ivan Gantschev: Wo das Glück wohnt, Neugebauer Verlag, 1980
- Ivan Gantschev: Ben der Vogel, Gakken Co. Ltd., 1981
- Ivan Gantschev: Der Mondsee, Neugebauer Press, 1981
- Gerd Lobin: Der Fluss erzählt, Gakken Co. Ltd. 1982
- Ivan Gantschev: Der Weihnachtszug, Bohem Press, 1982
- Gerd Lobin: Der Kirschbaum, Gakken Co. Ltd. 1983, German edition 1983
- Ingrid Erkyn: Jakob der Storch, Neugebauer Press, 1983
- Hisako Aoki: Die Weihnachtsgeschichte erzählt vom Weihnachtsmann, Neugebauer Press 1982
- Die Lokomotive, Gakken Co. Ltd. 1984, German edition 1986
- Achim Broeger: Hallo Bär, Neugebauer Press, 1984
- Andrew Elborn: Arche Noah, Neugebauer Press, 1984
- Ich habe keine Angst Gakken Co. Ltd. 1985
- Ivan Gantschev: Die grüne und die graue Insel, Neugebauer Press, 1985
- Laurie Lattig-Ehlers: Kanufahrt, Neugebauer Press, 1986
- Gerd Lobin: Timmi und die alte Lokomotive, 1986
- Ivan Gantschev: Wo der Mond wohnt, Neugebauer Verlag 1986
- Hans Gärtner: Mit der Dampfeisenbahn, Neugebauer Press, 1987
- Horst Windhöfel: Ich danke Dir, Nord Süd Verlag 1988
- Ivan Gantschev: Wo steckt Waldemar, Neugebauer Press 1989
- Kurt Baumann: Drei Könige, Nord Süd Verlag, 1990
- Max Bollinger: Das Licht des kleinen Hirten, Kaufmann Verlag, 1990
- Regine Schindler: Gute Nacht Anna, Kaufmann Verlag, 1990
- Ivan Gantschev: Guten Morgen, Gute Nacht, Neugebauer Verlag, 1991
- Ivan Gantschev: Der Fremde und die Leute von Kuschkundalowo, Nord Süd Verlag 1991
- Ivan Gantschev: Der Weihnachtsteddybär, Nord Süd Verlag, 1992
- Dimiter Inkiow: Filio der Baum, Neugebauer Verlag 1992
- Ivan Gantschev: Wo das Glück wohnt, Neugebauer Verlag, 1993
- Gerd Lobon: Der Fluß erzählt, Peters Verlag 1994
- Regine Schindler: Das Weihnachtsschiff, Kaufmann Verlag 1995
- Regine Schindler: Die stumme Maria, Patmos 1995
- Lena Mayer-Skumanz: Der große Augenblick, Patmos Verlag 1996
- Regine Schindler: Der Ostermorgen, Patmos Verlag 1997
- Ivan Gantschev: Wo der Mond wohnt, Neugebauer Verlag, 1998
- Max Kruse: Der kleine Kreis, Patmos Verlag, 1998
- Lene Mayer-Skumanz: Die Weihnachtskatze, Patmos 1998
- Regine Schindler: Bald erscheint der Weihnachtsmond, Patmos Verlag, 1999.
- Hermann Frisch, Esther Drainer: Lebenswege Nr 1, Patmos Verlag 1999
- Hermann Frisch, Esther Drainer: Lebenswege Nr 2, Patmos Verlag 1999
- Josef Quadflieg: Franziskus, Patmos Verlag 1999, Fischer Verlag 2014
- Ivan Gantschev: Mascha, Nord Süd Verlag, 1999
- Lene Mayer-Skumanz: Das Weihnachtsbuch, Patmos, 2000
- Regine Schindler: Ein Esel für das Kind, Patmos Verlag 2000
- Regine Schindler: Ihr findet das Kind in der Krippe, Patmos Verlag, 2001
- Edzard Schaper: Die Legende vom 4. König, Patmos Verlag 2001
- Ivan Gantschev: Drei kleine Kaninchen, Neugebauer Verlag 2001
- Hermann Frisch, Esther Drainer: Lebenswege Nr. 3, Patmos Verlag 2001
- Hermann Frisch, Esther Drainer: Lebenswege Nr. 4, Patmos Verlag 2001
- Annegret Pietron-Meges: Shalom, Patmos Verlag, 2001
- Ivan Gantschev: Drei Teufel, Patmos Verlag 2002
- Renate Günzel-Horatz: Siehst Du den Stern, Patmos Verlag 2002
- Hermann-Josef Frisch: Der Chamäleonvogel, Gütersloher Verlagshaus 2004
- Günzel-Horatz: Das Lied vom blauen Stern, Patmos Verlag 2004
- Die Ostergeschichte, Gütersloher Verlagshaus, 2006
- St. Martin und das Laternenfest, Sauerländer Verlag 2006
- Dietrich Steinwede: Leuchtfeuer, Patmos Verlag 2006
- Nicole Poppenhäger: Simi und Siri, Nord Sued Verlag 2006
- Hermann Josef Frisch: Wie das Chamäleon zu seinen Farben kam, Gütersloher Verlagshaus 2007
- Ivan Gantschev: Ein Weihnachtsfest für den Bären, Nord Süd Verlag, 2007
- Igna Gantscheva: So erzählt es der Mond, Nord Süd Verlag 2008
- Martin Schmid: Der Weihnachtsräuber, Gütersloher Verlagshaus, 2013
- Mia Labusch: Die rote Ostersonne, Gütersloher Verlagshaus 2014
- Kleine Träumerei, Gütersloher Verlagshaus 2012